# Coelosphaera picoensis
Coelosphaera picoensis är en svampdjursart som beskrevs av Topsent 1928. Coelosphaera picoensis ingår i släktet Coelosphaera och familjen Coelosphaeridae. Inga underarter finns listade i Catalogue of Life.